# Cagánnúr járás (Szelenga)
Cagánnúr járás (mongol nyelven: Цагааннуур сум) Mongólia Szelenga tartományának egyik járása. Területe 3900 km². Népessége kb. 2400 fő.
Székhelye Húrcs (Хуурч), mely 87 km-re fekszik Szühebátor tartományi székhelytől.